# 3.7 سم باك 36
3.7 سم باك 36 مدفع مضاد للدبابات ألماني من عيار 3.7سم المستخدمة خلال الحرب العالمية الثانية. كان السلاح الرئيسي المضاد للدبابات لوحدات بانزرياغر للفيرماخت حتى عام 1942. تم تطويره من قبل راينميتال في عام 1933، وتم إصداره لأول مرة للجيش الألماني في عام 1936، مع توفر 9،120 مع بداية الحرب في سبتمبر 1939 وإنتاج 5339 أخرى أثناء الحرب. نظرًا لتصاميم المدافع مضاد للدبابات السائد في العالم خلال أواخر الثلاثينيات، كان الطلب مرتفعًا على باك 36، مع إنتاج 6000 مثال آخر للتصدير والتصميم الذي تم نسخه من قبل الاتحاد السوفييتي باعتباره مدفع مضاد للدبابات 45 ملم M1932 ( 19-ك) ودول أخرى مثل اليابان. 
شهد الخدمة لأول مرة أثناء الحرب الأهلية الإسبانية في عام 1936، حيث كان أداؤه جيدًا ضد الدبابات الخفيفة. تم استخدامه لأول مرة خلال الحرب العالمية الثانية ضد بولندا في عام 1939 ولم يكن لديه صعوبة تذكر مع أي من الدبابات البولندية. كشفت معركة فرنسا في عام 1940 عن قدرة اختراق غير كافية ضد الدبابات الثقيلة الفرنسية والبريطانية، حيث تلقت لقب «مطرقة الأبواب» ساخرا منها من طواقمها، لكنها كانت كافية لهزيمة الجزء الأكبر من دروع الحلفاء في الحملة. جلب غزو الاتحاد السوفييتي لباك 36 وجهًا لوجه بأعداد كبيرة من دبابات تي-34 وكيه فيه-1، التي كانت غير قابلة للهجوم على نيرانها. ومع ذلك، فإن 91 ٪ من قوات الدبابات السوفيتية في عام 1941 كانت تتكون من أنواع أخف تفتقر إلى الدروع الكافية لهزيمة البندقية ، وأطاحت باك 36 بآلاف هذه الدبابات. 

## التاريخ

### تاريخ العمليات
خلال الحملة الغربية في مايو 1940، تم العثور على باك 36، كونه سلاحًا صغيرًا نسبيًا، غير مناسب ضد دبابات الحلفاء الثقيلة مثل Mk II Matilda البريطانية وتشار بي1 وSomua S35، على الرغم من أنها كانت فعالة ضد معظم الدبابات الخفيفة المشتركة في العصر، مثل آر35 الفرنسية التي مثلت غالبية المركبات المدرعة خلال معركة فرنسا . 

## الذخيرة
| نطاق   | اختراق | في التدريب | في القتال |
| ------ | ------ | ---------- | --------- |
| 100 م  | 64 مم  | 100٪       | 100٪      |
| 500 م  | 31 مم  | 100٪       | 100٪      |
| 1000 م | 22 مم  | 100٪       | 85٪       |
| 1500 م | 20 مم  | 95٪        | 61٪       |
| 2000 م | - مم   | 85٪        | 43٪       |

## العاملين
- Ethiopia: received 12 guns before the Italian invasion[7]
- جمهورية الصين
- إستونيا
- فنلندا
- ألمانيا النازية
- المجر
- إيطاليا
- هولندا
- رومانيا
- سلوفاكيا

## اقتباسات
1. 1 2 3  Ian Vernon Hogg (2000). Twentieth-Century Artillery. Friedman/Fairfax Publishers. ص. 137. ISBN:978-1-58663-299-1. LCCN:2002391131. OCLC:48261627. OL:3618230M. QID:Q29440935.
2. 1 2 3 4  Peter Chamberlain؛ Hilary L. Doyle (1993)، Encyclopedia of German Tanks of World War Two, Revised Edition، Arms and Armour Press، ص. 245، OL:39207399M، QID:Q15055890 {{استشهاد}}: الوسيط |at= و|pages= تكرر أكثر من مرة (مساعدة)
3. ↑  Waffen-Arsenal 29: 3,7 cm Panzerabwehrkanonen (Pak) p.16
4. 1 2  Askey 2013.
5. ↑  Askey 2013، صفحات 29–30.
6. ↑  Armor penetration table at Panzerworld نسخة محفوظة 28 مايو 2013 على موقع واي باك مشين.
7. ↑  Nicolle، David (15 أكتوبر 1997). The Italian Invasion of Abyssinia 1935–36. Men-at-Arms 309. Osprey Publishing. ص. 23. ISBN:9781855326927. مؤرشف من الأصل في 2022-05-12.{{استشهاد بكتاب}}:  صيانة الاستشهاد: التاريخ والسنة (link)

## قائمة المراجع
- Askey، Nigel (2013). Operation Barbarossa: The Complete Organisational and Statistical Analysis, and Military Simulation. U.S.: Lulu Publishing. ج. (II A). ISBN:978-1-304-45329-7.  Askey، Nigel (2013). Operation Barbarossa: The Complete Organisational and Statistical Analysis, and Military Simulation. U.S.: Lulu Publishing. ج. (II A). ISBN:978-1-304-45329-7.  Askey، Nigel (2013). Operation Barbarossa: The Complete Organisational and Statistical Analysis, and Military Simulation. U.S.: Lulu Publishing. ج. (II A). ISBN:978-1-304-45329-7.
- غاندر ، تيري وتشامبرلين ، بيتر. أسلحة الرايخ الثالث: مسح موسوعي لجميع الأسلحة الصغيرة والمدفعية والأسلحة الخاصة للقوات البرية الألمانية 1939-1945 . نيويورك: Doubleday ، 1979 (ردمك 0-385-15090-3)
- Hogg ، Ian V. المدفعية الألمانية في الحرب العالمية الثانية . الطبعة المصححة الثانية. ميكانيكسفيل ، بنسلفانيا: Stackpole Books ، 1997 (ردمك 1-85367-480-X)